# 20 a.C.
20 a.C. foi um ano bissexto do século I a.C. que durou 366 dias. De acordo com o Calendário Juliano, o ano teve início numa segunda-feira e terminou a uma terça-feira. as suas letras dominicais foram G e F.
| Ano completo                            |
| --------------------------------------- |
| Ano bissexto com início à segunda-feira |

## Eventos
- Marco Apuleio e Públio Sílio Nerva, cônsules romanos.[1]
- 190a olimpíada: Aufídio de Patras, vencedor do estádio.[2]

## Nascimentos
- Caio, filho de Agripa e Júlia, general romano (m. 4 d.C.).[3]